# ألين جي. شوارتز
ألين جي. شوارتز (بالإنجليزية: Allen G. Schwartz)‏ هو محامي وقاضي أمريكي، ولد في 23 أغسطس 1934 في بروكلين في الولايات المتحدة، وتوفي في 22 مارس 2003.